# Lonja-Trebež
Lonja je rijeka u Hrvatskoj, lijevi pritok Save. 

## Opis
Izvire između planina Ivanščice i Kalnika. Duga je 132,5 km, a površina slijeva iznosi 5.944 km². Protiče brežuljkastim predjelom, a zatim Lonjskim poljem gdje je dio njenog toka paralelan sa Savom. 
U donjem toku se dijeli na dva rukava od kojih se desni Stara Lonja ulijeva u Savu kod sela Lonja, a lijevi pod imenom Trebež također u Savu, 5,5 km nizvodno. Glavne pritoke su Česma, Ilova, Pakra i Zelina.